# 미확인동물학
미확인동물학(未確認動物學 영어: cryptozoology) 또는 신비동물학(神祕動物學)은 존재한다고 주장되고 있으나 생물학적으로 확인되지 않은 동물(미확인동물)에 대한 과학적 연구를 의미한다.

## 같이 보기
- 한국(북한 포함)의 미확인동물
  - 천지의 괴물(백두산)
  - 장산범(장산 (부산))
- 미확인 수중물체(USO)
- 미확인비행체(UFO)